# جيفري سمارت
جيفري سمارت (بالإنجليزية: Jeffrey Smart)‏ هو رسام أسترالي، ولد في 26 يوليو 1921 في أديلايد في أستراليا، وتوفي في 20 يونيو 2013 في مونتيفاركي في إيطاليا بسبب قصور كلوي.